# فلوسپیریلن
فلوسپیریلن(به انگلیسی: Fluspirilene) ( Redeptin ,Imap ,R6218) یک داروی ضدروان‌پریشی تیپیکال و از دسته دی‌فنیل‌بوتیل‌پیپریدین‌ها است که برای درمان اسکیزوفرنی استفاده می‌شود. این دارو به صورت تزریق عضلانی تجویز می‌شود. فلوسپیریلن توسط شرکت جانسن فارماسیوتیکا در سال ۱۹۶۳ کشف شد.